# Catalina de Roet-Swynford
Catalina de Roet-Swynford (Condado de Henao, h. 1350-Lincoln, 10 de mayo de 1403; en inglés, Katherine Swynford, también escrito Katharine o Catherine) fue la tercera esposa de Juan de Gante, duque de Lancaster un hijo del rey Eduardo III de Inglaterra. Había sido la amante del duque durante muchos años antes de su matrimonio. Los hijos de la pareja, nacidos antes del matrimonio, fueron más tarde legitimados durante el reinado del sobrino del duque, Ricardo II de Inglaterra. Cuando el hijo del duque de su primer matrimonio derrocó a Ricardo II, convirtiéndose en Enrique IV de Inglaterra, introdujo una cláusula [cita requerida] para que ninguno de ellos ni sus descendientes pudieran jamás reclamar el trono de Inglaterra, sin embargo, la legitimidad de todos sus derechos fue una disposición parlamentaria y Enrique IV carecía de la autoridad para modificarla.
Sus descendientes fueron miembros de la familia Beaufort, que tuvo un papel principal en la guerra de las Dos Rosas. Enrique VII de Inglaterra, quien se convirtió en rey de Inglaterra en 1485, derivó su pretensión al trono de su madre, Margarita Beaufort, quien era bisnieta de Gante y Swynford. Su pretensión legal al trono, por lo tanto, pasaba por una línea cognática y previamente ilegítima. La primera acción de Enrique VII fue declararse rey «por derecho de conquista» retroactivamente desde el 21 de agosto de 1485, el día anterior a que su ejército derrotara al rey Ricardo III de Inglaterra en la batalla de Bosworth.

## Familia
Se cree, en general, que Swynford fue la hija menor de Paon de Roet, un heraldo, y luego caballero, quien fue «probablemente bautizado como Gilles» Tuvo varios hermanos, entre ellos Isabel (también llamada Elizabeth) de Roet, y un hermano, Walter. Isabel más adelante se convirtió en noble canonesa de la iglesia colegiata de santa Waltruda, Mons, h. 1366. Felipa Chaucer, esposa del poeta Geoffrey Chaucer, se sabe que era hermana suya. Se sabe que Felipa estaba al servicio de la segunda esposa de Juan de Gante Constanza de Castilla, antes del matrimonio entre Juan y Catalina Swynford.

## Vida
Nació probablemente en Henao en 1349 o 1350, sin embargo esto son solo suposiciones fundadas. La fecha de su nacimiento pudo haber sido el 25 de noviembre, puesto que es la festividad de su santa patrona, Catalina de Alejandría.[cita requerida] [no hay información contemporánea sobre el año de nacimiento de Catalina, o dónde nació.]
Alrededor del año 1366, en la iglesia de san Clemente de los Daneses, Westminster, Swynford, a los 16 o 17 años de edad, contrajo un ventajoso matrimonio con «Hugh» Ottes Swynford, un caballero de la casa de Kettlethorpe en Lincolnshire, el hijo de Thomas Swynford por su matrimonio con Nicole Druel. Tuvieron los siguientes hijos: Blanca (n. 1-5-1367), Tomás (21-9-1368 – 1432), y posiblemente Margarita Swynford (n. alrededor de 1369), más tarde documentada como una monja de la prestigiosa abadía de Barking nombrada por orden del rey Ricardo II. Su esposo murió en las guerras europeas.
Swynford se vinculó a la casa de Juan de Gante, tercer hijo del rey Eduardo III de Inglaterra, como institutriz de sus hijas Felipa de Lancaster e Isabel de Lancaster. La duquesa, enferma, Blanca colocó a Blanca, la hija de Swynford (su tocaya) en las mismas habitaciones de sus hijas y le concedió los mismos lujos que a sus hijas; además, Juan de Gante fue el padfrino de esta niña.
Poco tiempo después de la muerte de Blanca de Lancaster en 1368 (lo más probable, en 1371-1372), Swynford y Juan de Gante se embarcaron en una historia de amor que produciría cuatro hijos fuera del matrimonio, pero que posteriormente fueron legitimados por el papa en la época en que sus padres se casaron; la relación adúltera duró hasta 1381, cuando se vio truncada por necesidades políticas y arruinó la reputación de Swynford. El 13 de enero de 1396, dos años después de la muerte de la segunda esposa del duque, la infanta Constanza de Castilla, Swynford y Juan de Gante se casaron en la catedral de Lincoln, después de casi 28 años de relaciones. La documentación de su matrimonio que se mantiene en la Torre y en otros lugares dice: «Juan de Gante, duque de Lancaster, se casó con Catalina hija del Rey de Armas Guyon en la época del R. Eduardo el 3, y de Godofredo Chaucer su hermana». 
A la muerte de Juan de Gante, Swynford pasó a ser conocida como la duquesa viuda de Lancaster. Le sobrevivió cuatro años, muriendo el 10 de mayo de 1403 cuando estaba en la cincuentena.

## Tumba

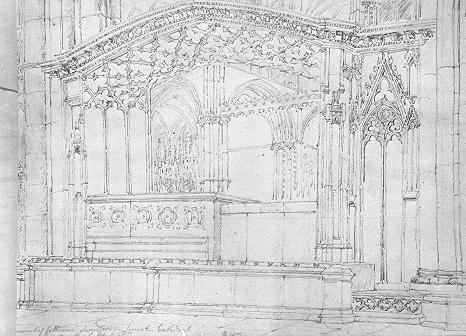
La tumba de Catalina de Roet-Swynford, en la Catedral de Lincoln, en 1809.

Fue sepultada en la catedral de Lincoln —donde años más tarde sería también enterrada su hija Juana Beaufort. Estaban bajo un dosel tallado en piedra. La de Juana era la más pequeña de las dos tumbas. Ambas estaban decoradas con placas monumentales, representaciones a tamaño natural de ellas en lo alto, y pequeños escudos luciendo sus escudos de armas alrededor de los lados y por encima. Pero en 1644 las tumbas fueron profanadas y destruidas durante la Guerra Civil Inglesa. Un apresurado dibujo realizado por William Dugdale documenta su apariencia.

## Hijos y descendientes
Los hijos que tuvo Swynford con Hugh Swynford fueron:
- Blanca Swynford, nombrada así por la duquesa de Lancaster y apadrinada por Juan de Gante. (Si, como se ha sugerido, nació después de 1375, esta fecha es demasiado tardía para que su padre fuera Hugh Swynford, quien murió en 1371/2. Sin embargo, puesto que Juan de Gante obtuvo una dispensa para su matrimonio con Catalina por ser el padrino de Blanca Swynford, esta teoría puede descartarse).[4][página requerida]
- Sir Tomás Swynford (1367-1432), nacido en Lincoln mientras su padre Sir Hugh Swynford estaba lejos, en una campaña con Juan de Gante en Castilla luchando por Pedro de Castilla.[4][página requerida][9]
- Margarita Swynford (n. h. 1369), se convirtió en monja en la prestigiosa abadía de Barking en 1377 con la ayuda del futuro padrastro Juan de Gante, donde llevó una vida religiosa con su prima Isabel Chaucer, hija del famoso Geoffrey Chaucer y la hermana de Catalina llamada Felipa de Roet.[4][página requerida]

En 1846 Thomas Stapleton sugirió que hubo otra hija más, llamada Dorotea Swynford, nacida h. 1366, quien se casó con Thomas Thimelby de Poolham cerca de Horncastle (Lincolnshire), Sheriff de Lincolnshire en 1380, pero no hay evidencia de su pretensión.

Escudo de armas de Catalina Swynford como duquesa de Lancaster, después de su matrimonio con Juan de Gante: tres ruedas de Catalina de oro («roet» significa «ruedita» en francés antiguo) sobre un campo de gules. El emblema de la rueda muestra la devoción de Catalina por su santa patrona, Catalina de Alejandría, también conocida como Santa Catalina de la Rueda.

Los 4 hijos que Catalina Swynford tuvo con Juan de Gante —los Beaufort— habían sido legitimados por el rey Ricardo II en 1390 y por el matrimonio de sus padres, pero fueron eliminados de la sucesión por su medio-hermano Enrique IV cuando subió el trono.
- Juan Beaufort (chateâu Beaufort, Anjou, Francia, 1373-Londres, 1410), I conde de Somerset (1.2.1397) y marqués de Dorset (IX.1397).
- Enrique Beaufort (chateâu Beaufort, Anjou, Francia, 1375 - palacio Wolvesey, Winchester, 1447), nombrado obispo de Lincoln (1398-1404), de Winchester (1404-1405), y luego Cardenal (1426). Enrique V lo nombra Lord Canciller del Reino.
- Tomás Beaufort (chateâu Beaufort, Anjou, Francia, 1377-1426), nombrado conde de Dorset (1411) y duque de Exeter (1416); casado con Margarita Neville.
- Juana Beaufort (chateâu Beaufort, Anjou, Francia, 1379-Howden, Yorkshire, 1440), casada primero con Sir Roberto Ferrers y luego con Ralph Neville, conde de Westmorland.

Los descendientes de Catalina Swynford y Juan de Gante son significativos en la historia inglesa y escocesa. Sus cuatro hijos recibieron el apellido «Beaufort» y con la aprobación del rey Ricardo II y el Papa fueron legitimados de adultos por el matrimonio de sus padres en 1396. A pesar de esto, a los Beaufort se les prohibió heredar el trono de Inglaterra por una cláusula (excepta dignitate regali) en la ley de legitimación insertada por su medio hermano, Enrique IV, aunque los eruditos modernos disputan la autoridad de un monarca para alterar una resolución parlamentaria por autoridad propia, sin que haya una aprobación del parlamento. Esta cláusula fue más tarde revocada por Eduardo VI,[cita requerida] colocando a los descendientes de Swynford (incluido él mismo) de nuevo dentro de la línea legítima de herencia; la dinastía Tudor descendía directamente de Juan Beaufort, tatarabuelo de Enrique VII, quien basó su pretensión al trono en que su madre descendía de Juan de Gante, como hijo de Eduardo III. Juan Beaufort también tuvo una hija llamada Juana, que se casó con Jacobo I de Escocia y por lo tanto antepasada de la Casa de Estuardo. La hija de Swynford, Juana Beaufort, fue abuela de los reyes ingleses Eduardo IV y Ricardo III, al último de los cuales Enrique Tudor (convirtiéndose así por conquista en Enrique VII) derrotó en la batalla de Bosworth Field; la pretensión de Enrique se fortaleció al casarse con Isabel de York, la hija mayor de Eduardo IV. También de Juana Beaufort, condesa de Westmoreland descendía la sexta reina de Enrique VIII, Catalina Parr. El hijo de Juan de Gante, hijastro de Swynford, Enrique de Bolingbroke, se convirtió en rey Enrique IV después de deponer a Ricardo II (quien fue aprisionado y murió en el castillo de Pontefract, donde el hijo de Swynford, Tomás, era constable y se dice que mató de hambre a Ricardo en favor de su hermanastro[cita requerida]). La hija de Juan de Gante de su primer matrimonio con Blanca de Lancaster, Felipa de Lancaster, fue tatarabuela de Catalina de Aragón, primera esposa de Enrique VIII y madre de María I de Inglaterra. El hijo de Juan de Gante de su segunda esposa, Constanza, Catalina, era tatarabuela de Catalina de Aragón también.

## En la literatura
Catalina Swynford es tema de numerosas novelas, incluyendo Catalina, duquesa de Lancaster, de Anya Seton, publicado en 1954. Swynford es también el tema de ensayos, como la biografía de Alison Weir del año 2008 Katherine Swynford: The Story of John of Gaunt and his Scandalous Duchess (ISBN 0-224-06321-9) y la biografía histórica de Jeannette Lucraft Katherine Swynford: The History of a Medieval Mistress. El libro de Lucraft busca establecer a Swynford como una figura poderosa en la política inglesa del siglo XIV y un ejemplo de la habilidad de la mujer de manipular las costumbres sociales contemporáneas para su propio interés. Una revista «The Katherine Wheel» está también disponible en «The Medieval World of Katherine Swynford Society». Esto cubre muchos aspectos tanto de ella como de otras figuras destacadas, y acontecimientos de la época.

## Para saber más
- Armitage-Smith, Sydney (1905). John of Gaunt: King of Castile and Leon, Duke of Aquitaine and Lancaster, Earl of Derby, Lincoln, and Leicester, Seneschal of England. Charles Scribner's Sons. Consultado el 8 de octubre de 2018.
- Kelley, David H; Stone; Don C; & Dearborn, David C, "Among the Royal Servants: Welby, Browne, Quarles and Related Families", Foundations (Foundation for Medieval Genealogy), Vol. 3, n.º 4
- Lucraft, Jeannette (2006). Katherine Swynford: The History of a Medieval Mistress. Sutton Publishing Ltd. ISBN 0-7509-3261-9.
- Perry, Judy, "Katherine Roet's Swynfords: a re-examination of interfamily relationships and descent", Foundations (Foundation for Medieval Genealogy), Vol. 1, n.º 1 & 2 2003–2004.
- Sargeant, Carol (2009). Love, Honour and Royal Blood Book One: Katharine Swynford. Dog Ear Publishing. ISBN 978-1-60844-162-4.
- Walker, Simon (2004). «Katherine, duchess of Lancaster (1350?–1403)». Oxford Dictionary of National Biography (online). doi:10.1093/ref:odnb/26858. Archivado desde el original el 16 de febrero de 2019. Consultado el 5 de agosto de 2020.
- Weir, Alison, Mistress of the Monarchy: The Life of Katherine Swynford, Duchess of Lancaster (U.S. title).

- Datos: Q259077
- Multimedia: Katherine Swynford / Q259077